# Yamina
Yamina (en hebreo:ימינה, literalmente traducido al español a la derecha) fue una coalición política israelí de partidos de extrema derecha, que se configuró originalmente como Nueva Derecha y Derecha Unida (una unión de La Casa Judía y del Partido Sionista Religioso). La alianza incluía a la Nueva Derecha, mientras que La Casa Judía abandonó la alianza el 14 de julio de 2020, y el Partido Sionista Religioso se fue el 20 de enero de 2021.
La lista electoral conjunta se creó antes de las elecciones parlamentarias de abril de 2019, las dos formaciones políticas acordaron presentarse juntas a las elecciones para obtener un mayor número de votos. Se disolvió en octubre y fue creada de nuevo para las elecciones de marzo de 2020 obteniendo 6 escaños. La coalición electoral se disolvió de nuevo el 15 de noviembre de 2022.

## Antecedentes
El 21 de julio de 2019, después de sufrir una derrota en las elecciones parlamentarias de abril de 2019, el líder de la coalición Nueva Derecha, Naftali Bennett, decidió entregar la dirección de su formación política a la exparlamentaria Ayelet Shaked. En su discurso inaugural, Shaked declaró que su formación se presentaría a las elecciones parlamentarias junto con la coalición electoral Derecha Unida.
Al día siguiente, comenzaron las negociaciones con la formación electoral Derecha Unida. Las negociaciones se estancaron inicialmente, ya que el líder del partido, Rafi Peretz, no estaba dispuesto a conceder el liderazgo de la lista conjunta a Shaked, y debido a que surgieron algunos desacuerdos sobre los puestos que recibirían los miembros de la lista electoral conjunta. Otro tema que surgió durante las negociaciones fue sobre si el partido político de extrema derecha Otsmá Yehudit debería incluirse en la nueva lista electoral conjunta. Las formaciones políticas Derecha Unida y Nueva Derecha, acordaron presentarse juntas a las elecciones parlamentarias de 2019, con la exparlamentaria Ayelet Shaked liderando una lista electoral conjunta. Como parte del acuerdo, la alianza electoral declaró que ambas formaciones se presentarían juntas para establecer un gobierno de derecha en el país, bajo el liderazgo del Primer ministro del partido Likud, Benjamin Netanyahu.

## Resultados electorales
| Año  | Líder           | Votos                   | %                       | Resultado | +/- | Gob                    |
| ---- | --------------- | ----------------------- | ----------------------- | --------- | --- | ---------------------- |
| 2019 | Ayelet Shaked   | 260 655 (#7)            | 5.9                     | 7/120     | 1   | Elecciones anticipadas |
| 2020 | Naftali Bennett | 240 162 (#8)            | 5.3                     | 6/120     | 1   | Oposición              |
| 2021 | Naftali Bennett | 273 836 (#5)            | 6.2                     | 7/120     | 1   | Gobierno               |
| 2022 | Ayelet Shaked   | Dentro de La Casa Judía | Dentro de La Casa Judía | 0/120     | 7   | Extraparlamentario     |